# Consejo General de Arán
El Consejo General de Arán (en occitano: Conselh Generau d'Aran) es el órgano de gobierno autónomo de Arán (provincia de Lérida), una comarca española. Se constituyó oficialmente después de las elecciones de 1991 y está formado por 13 miembros. Según la Ley 16/1990, de 13 de julio (DOGC 1.326, de 3 de agosto), sobre el régimen especial del Valle de Arán, está integrado por el síndico de Arán (sindic), por los consejeros generales (conselhers generaus), que funcionan en Pleno, y por la Comisión de Auditores de Cuentas (Comission d'Auditors de Compdes).

## Circunscripciones

Bandera del Valle de Arán.

El Valle de Arán se divide en seis circunscripciones, correspondientes a los seis tercios (terçons) históricos. El Consejo General está integrado por 13 miembros, elegidos por cada una de estas circunscripciones de la siguiente manera:
- Pujòlo: 2 miembros.
- Arties y Garós: 2 miembros.
- Castièro: 4 miembros.
- Marcatosa: 1 miembro.
- Irissa: 1 miembro.
- Quate Lòcs: 3 miembros.

La elección directa de los consejeros generales, convocada por decreto autonómico, se realiza de acuerdo con la legislación electoral vigente, mediante listas cerradas y según el sistema D'Hondt.

## Competencias
El Consejo General de Arán tiene competencia plena en todo aquello que haga referencia al fomento y la enseñanza del aranés y de su cultura, de acuerdo con las normas de carácter general vigentes en toda Cataluña en el campo de la política lingüística y educativa. Además, la Generalidad ha de ceder al Consejo General competencias y servicios al menos sobre las siguientes materias:
- Enseñanza.
- Cultura.
- Sanidad.
- Servicios sociales.
- Ordenación del territorio y urbanismo.
- Turismo.
- Protección, conservación y administración de su patrimonio histórico-artístico.
- Protección de la naturaleza, montaña y vías forestales.
- Agricultura, ganadería, pesca, caza y aprovechamiento de los recursos forestales.
- Salvamento y extinción de incendios.
- Juventud.
- Ocio y tiempo libre.
- Deportes.
- Medio ambiente.
- Recogida y tratamiento de residuos sólidos.
- Salubridad pública.
- Carreteras locales.
- Transporte interior de viajeros.
- Artesanía.

Además, le corresponden las facultades que la legislación de la Generalidad reconozca a las comarcas en relación con las actividades y servicios de competencia municipal, la asistencia a los municipios y la cooperación con estos, la planificación territorial y las actuaciones especiales de montaña. El Consejo General ejerce también las competencias que le delega o le asigna la Administración de la Generalidad, de acuerdo con lo que establece la legislación del régimen local.
La financiación de las competencias se hará con:
- Ingresos de derecho privado.
- Tasas por la prestación de servicios y la realización de actividades de su competencia.
- Contribuciones especiales en impuestos del Estado y de la Generalidad establecidas a favor de las entidades comarcales.
- Subvenciones y otros ingresos de derecho público.
- Ingresos procedentes de operaciones de crédito.
- Ingresos que se deriven de los acuerdos de cooperación establecidos con la Generalidad.
- Multas.
- Otros que se puedan establecer.

También corresponden al Consejo General participaciones en los ingresos provinciales cuando se asuman las competencias de la Diputación de Lérida, y las aportaciones de los municipios del Valle de Arán.
En 1993 se le asignó un 1,86% del total de la dotación del FEDER. En 1999 le fueron transferidas competencias en educación (elaboración y producción de libros de texto y material didáctico en aranés; formación permanente del profesorado en lengua y cultura aranesa; auxiliares de conversación en aranés; actividades de implantación de la reforma educativa y desarrollo en lengua aranesa; gestión de los servicios de comedor y transporte escolar; formación ocupacional) y servicios y funciones en materia de transporte interior de viajeros. En 2000 se le transfirieron competencias en sanidad y ganadería y pesca, y en 2003 en formación ocupacional, en el ámbito de la escuela de hostelería, y servicios sociales.